# Vikas (moteur-fusée)
Vikas (acronyme de VIKram Ambalal Sarabhai) est un moteur-fusée à ergols liquides indien développé dans les années 1970 et mis en œuvre par les lanceurs indiens PSLV et GSLV. 

## Caractéristiques techniques
Vikas est un moteur-fusée à ergols liquides avec cycle générateur de gaz qui utilise les ergols hypergoliques N2O4 et UH 25. Sa poussée est d'environ  799 kN dans le vide pour une impulsion spécifique de 293 secondes. Il s'agit de la version indienne construite sous licence du moteur-fusée Viking développé par la Société européenne de propulsion (SEP) (absorbé par la suite par la Snecma). La pression dans la chambre de combustion est de 58,5 bars. La poussée n'est pas modulable et le moteur ne peut être redémarré. L'orientation de la poussée peut être modifiée d'un angle pouvant atteindre 4° pour agir en tangage et en lacet sur le lanceur. Il est utilisé par le premier étage du lanceur GSLV et  par le deuxième étage du lanceur PSLV  avec une tuyère allongée. La version utilisée par ce dernier lanceur a une masse de 900 kg est haute de 3,5 mètres pour un diamètre de 1,7 mètre,.

## Versions
| Type           | Diamètre de tuyère | Hauteur | Rapport de section de tuyère | Pression dans la chambre de combustion | Ratio mélange | Débit ergols (t/sec) | Poussée (kN)     | Poussée (kN) | Impulsion spécifique (Ns/kg) | Impulsion spécifique (Ns/kg) | Utilisation                          |
| Type           | Diamètre de tuyère | Hauteur | Rapport de section de tuyère | Pression dans la chambre de combustion | Ratio mélange | Débit ergols (t/sec) | Niveau de la mer | Vide         | Niveau de la mer             | Vide                         | Utilisation                          |
| -------------- | ------------------ | ------- | ---------------------------- | -------------------------------------- | ------------- | -------------------- | ---------------- | ------------ | ---------------------------- | ---------------------------- | ------------------------------------ |
| Premier étage  |                    |         |                              |                                        |               |                      |                  |              |                              |                              |                                      |
| Vikas-2        | ~1,00              | ~2,75   | 13,9                         | 5,30                                   | 1,86          | 0,2469               | 600,5            | 680,5        | 2432                         | 2756                         | GSLV Mk.I Propulseur d'appoint L40H  |
| Vikas-2B       | ~1,00              | ~2,75   | 13,9                         | 5,30                                   | 1,87          | 0,2710               | 677,7            | 765,5        | 2501                         | 2824                         | GSLV Mk.II Propulseur d'appoint L40H |
| Vikas-X        | ~1,80              | ~3,75   |                              |                                        |               | 0,2805               | 756,5            | 839,0        | 2697                         | 2991                         | LVM3 étage L110                      |
| Deuxième étage |                    |         |                              |                                        |               |                      |                  |              |                              |                              |                                      |
| Vikas-4        | ~1,50              | ~3,50   |                              | 5,35                                   | 1,86          | 0,2498               | -                | 725,0        |                              | 2903                         | GSLV Mk.I étage GS2, PSLV étage PS2  |
| Vikas-4B       | ~1,80              | ~3,70   |                              | 5,85                                   | 1,71          | 0,2716               | -                | 804,5        |                              | 2962                         | GSLV Mk.II étage GS2, PSLV étage PS2 |